# Игэн, Чендлер
Генри Чендлер Игэн (англ. Henry Chandler Egan; 21 августа 1884, Чикаго, Иллинойс — 5 апреля 1936, Эверетт, Вашингтон) — американский гольфист, чемпион и серебряный призёр летних Олимпийских игр 1904.
На Играх 1904 в Сент-Луисе участвовал в двух турнирах. В командном он занял первое место, и в итоге его команда стала первой и выиграла золотые награды. В одиночном разряде он занял 6-е место в квалификации, но пройдя в плей-офф, дошёл до финала, но проиграл там канадцу Джорджу Лайону, получив серебряную награду.
Вместе с ним на Играх выступал его брат Уолтер Игэн.